# Ciemysł
Ciemysł (łac. Cimusclo) – książę serbołużyckiego plemienia Koledziców z początku IX wieku.
Należał do jednych z najpotężniejszych władców połabskich, zgodnie z przekazami posiadał 12 grodów. Annales Bertiniani podaje, że poniósł śmierć podczas wyprawy cesarza Ludwika Pobożnego na Wieletów i Glinian w 839 roku. Jeszcze w trakcie trwania wojny Koledzice obrali nowego księcia, który zawarł pokój z Frankami.